# Lord of the Flies (1963)
Lord of the Flies is een Britse film uit 1963 gebaseerd op het gelijknamige boek (Nederlandse titel: "Heer der vliegen") van William Golding uit 1954. De film is geregisseerd door Peter Brook en geproduceerd door Lewis M. Allen, die bekendstaat om zijn producties die zijn gebaseerd op moderne romans. Hoewel het merendeel in 1961 is gefilmd, werd de film pas in 1963 uitgebracht. Het wordt gezien als een film die het boek nauwgezet volgt, wat mede komt door William Golding, die heeft bijgedragen aan de productie ervan.

## Rolverdeling
| Acteur        | Personage |
| ------------- | --------- |
| James Aubrey  | Ralph     |
| Tom Chapin    | Jack      |
| Hugh Edwards  | Piggy     |
| Tom Gaman     | Simon     |
| David Surtees | Sam       |
| Simon Surtees | Eric      |
| Roger Elwin   | Roger     |

## Trivia
- De film is volledig zwart/wit.
- Peter Brook heeft meer dan 3000 kinderen gezien, voordat hij de filmploeg heeft kunnen vormen.[1]
- Hugh Edwards, de acteur die Piggy speelt, heeft de rol gekregen door een brief naar Brook te schrijven waarin hij zei: "Beste meneer, ik ben dik en draag een bril."[1]
- De film is hoofdzakelijk gefilmd op het eiland Vieques bij Puerto Rico, hoewel sommige delen op het hoofdeiland zijn gefilmd.[2]